# Meyssiez
Meyssiez es una población y comuna francesa, en la región de Ródano-Alpes, departamento de Isère, en el distrito de Vienne y cantón de Saint-Jean-de-Bournay.

## Demografía
| 297 | 300 | 288 | 440 | 484 | 535 |
| Para los censos de 1962 a 1999 la población legal corresponde a la población sin duplicidades (Fuente: INSEE [Consultar]) |     |     |     |     |     |